# Corte suprema del Pakistan
La Corte suprema del Pakistan (عدالت عظمیٰ پاکستان / Supreme Court of Pakistan) è l'organo al vertice del potere giudiziario del Pakistan, e controlla l'intero organo giudiziario del paese (incluse le corti speciali e le corti federali della Shari'a).
La corte suprema pakistana è ordinata dal VII titolo della costituzione del 1973.
I 18 membri della corte suprema e il presidente vengono nominati dal primo ministro e approvati dal presidente pakistano. Il loro mandato termina al raggiungimento del 65º anno d'età, ma può terminare prima in caso di dimissioni o messa in stato d'accusa da parte del Consiglio Giudiziario Supremo.
La sede della corte suprema è situata sulla Constitution Avenue di Islamabad.